# Władykino
Władykino (ros. Владыкино) – stacja moskiewskiego metra linii Sierpuchowsko-Timiriaziewskiej (kod 132). Położona pod stacją kolejową o tej samej nazwie. Wyjścia prowadzą na ulice Signalnyj Projezd, Szosse Ałtufiewskoje, Szosse Susokołowskoje, ulicę Botaniczeskaja kina Ryga i hotelu Woschod (Восход).

## Konstrukcja i wystrój
Jednopoziomowa, trzynawowa, płytka stacja kolumnowa z jednym peronem, położona bezpośrednio pod stacją kolejową Władykino. Ściany nad torami pokryto ciemnym marmurem i panelami z tłoczonego metalu przedstawiającymi różne świątynie. Ściany stacji pokryto białym marmurem, a podłogi ciemnym granitem.